# Biathlon handisport
Le biathlon handisport est un sport paralympique dérivé du biathlon pratiqué par des handicapés,,.
Au niveau international, c'est directement le Comité international paralympique (IPC), par l'intermédiaire de son comité World Para Nordic Skiing (WPNS) qui est la fédération de référence.
En France, la Fédération française de ski (FFS) a reçu délégation le 31 décembre 2016 du ministère des Sports pour organiser la pratique du biathlon.

## Historique du sport
Ce sport apparaît en 1992, lors des Jeux paralympiques d'hiver de 1988 à  Innsbruck.

## Classification

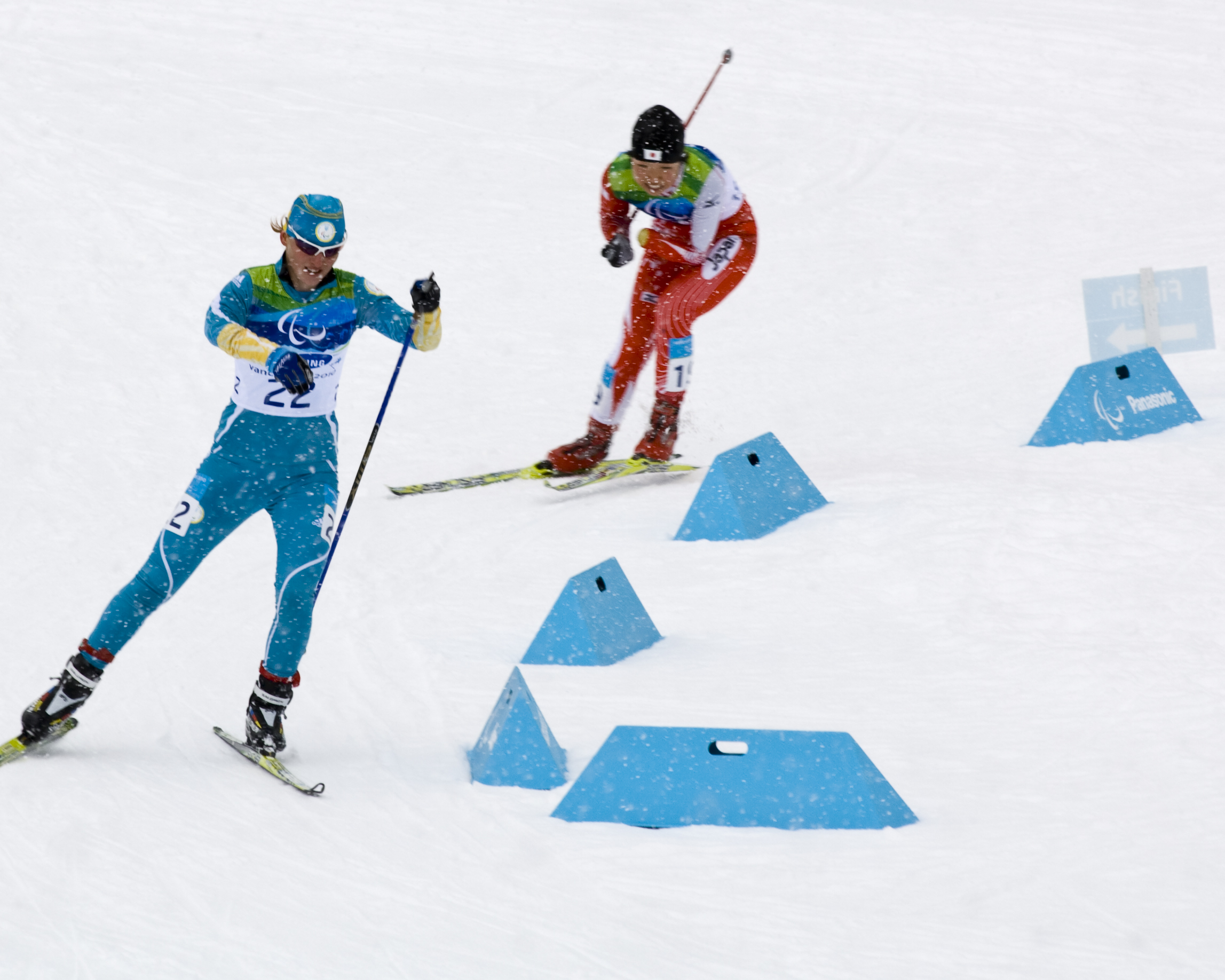
Oleksandra Kononova et Shoko Ota, respectivement 6e et 7e en biathlon poursuite femmes debout des Jeux de 2010.

Les catégories en ski nordique (ou ski de fond) et en ski alpin sont les mêmes, si ce n'est qu'il n'y a pas de catégorie LW1 en ski nordique. Les skieurs n'ayant pas l'usage d'au moins une jambe ne peuvent donc pas concourir aux épreuves debout, et doivent concourir dans les catégories pour athlètes assis. Tout comme en ski alpin, les athlètes aveugles ou malvoyants sont accompagnés par un guide valide.
| Catégorie                                      | Observations |
| Handicap visuel, présence d'un guide           | Handicap visuel, présence d'un guide |
| ---------------------------------------------- | --- |
| B1                                             | Skieur aveugle et sans perception de la lumière. |
| B2                                             | Skieur avec une vision très basse des deux yeux, du fait de son acuité visuelle < 2/60 (LogMAR 1,5-2,6 inclus), ou du fait de son champ visuel < 10° de diamètre. Description de la FFH : acuité visuelle ne dépassant pas 1/30e après correction ou champ visuel ne dépassant pas 5°.                                                 |
| B3                                             | Skieur avec une vision basse des deux yeux, mais plus de vision qu'un joueur B2. La vision est affectée du fait de l'acuité visuelle < 6/60 (LogMAR 1-1.4 inclus), ou du fait du champ visuel < 40° de diamètre. Description de la FFH : acuité visuelle ne dépassant pas 1/10e après correction ou champ visuel ne dépassant pas 20°. |
| Skieur debout, avec divers handicaps physiques | |
| LW2                                            | Le skieur présente une déficience significative d'une jambe. Il peut skier avec une prothèse de jambe si nécessaire. Technique : 2 skis, 2 bâtons de ski. |
| LW3                                            | Handicap similaire à la catégorie 1 mais moins sévère Le skieur a une déficience des deux jambes. Il génère la plupart de la puissance vers l'avant par le haut du corps et les jambes. Technique : 2 skis, 2 bâtons de ski. |
| LW4                                            | Le skieur souffre d'une légère déficience affectant une jambe. Technique : 2 skis, 2 bâtons de ski. |
| LW5 - LW7                                      | Le skieur souffre d'une déficience des deux bras (comme une amputation) et n'utilise pas de prothèse. Il utilise des mécanismes de déclenchement adaptés. Technique : 2 skis, pas de bâton de ski. |
| LW6                                            | Le skieur a une déficience significative d'un bras. Il peut avoir de l'aide pour se préparer à tirer. Technique : 2 skis, 1 bâton de ski. |
| LW8                                            | Le skieur a une légère déficience du bras qui affecte la capacité de préhension. Il peut avoir de l'aide pour se préparer à tirer. Technique : 2 skis, 1 bâton de ski. |
| LW9                                            | Le skieur souffre de handicaps au niveau des bras et des jambes. Technique : 2 skis, 1 ou 2 bâtons de ski. |
| Skieur assis en monoski                        | |
| LW10                                           | Le skieur assis présente une déficience importante au niveau du torse et des jambes. Il a besoin de sangles et de supports pour maintenir la position assise et utilise les bras pour générer de la puissance. |
| LW11                                           | Le skieur assis souffre d'une déficience des jambes, mais a un bon contrôle des muscles de l'estomac et du dos. Il peut générer de la puissance à l'aide du torse et des bras permettant une plus grande portée du bâton de ski. |
| LW12                                           | Le skieur assis souffre de déficiences au niveau des jambes. Il un excellent contrôle du ski assis et de la visée pendant le tir. |